# Brasil Tennis Cup
El Torneig de Florianópolis, també conegut com a Brasil Tennis Cup, és un torneig de tennis professional que es disputa sobre pista dura. Actualment pertany als torneigs International Tournaments del circuit WTA femení. Es disputa a Florianópolis, Brasil.
El torneig es va crear l'any 2013 celebrant-se al febrer, però el 2015 i 2016 va tenir lloc al juliol.

## Palmarès

### Individual femení
| Any  | Campiona           | Finalista        | Resultat      |
| ---- | ------------------ | ---------------- | ------------- |
| 2016 | Irina-Camelia Begu | Tímea Babos      | 2−6, 6−4, 6−3 |
| 2015 | Teliana Pereira    | Annika Beck      | 6−4, 4−6, 6−1 |
| 2014 | Klára Zakopalová   | Garbiñe Muguruza | 4−6, 7−5, 6−0 |
| 2013 | Monica Niculescu   | Olga Puchkova    | 6−2, 4−6, 6−4 |

### Dobles femenins
| Any  | Campiones                                     | Finalistes                                | Resultat            |
| ---- | --------------------------------------------- | ----------------------------------------- | ------------------- |
| 2016 | Liudmila Kitxenok Nadia Kitxenok              | Tímea Babos Réka Luca Jani                | 6−3, 6−1            |
| 2015 | Annika Beck Laura Siegemund                   | María Irigoyen Paula Kania                | 6−3, 7−6(1)         |
| 2014 | Anabel Medina Garrigues Iaroslava Xvédova (2) | Francesca Schiavone Sílvia Soler Espinosa | 7−6(1), 2−6, [10−3] |
| 2013 | Anabel Medina Garrigues Iaroslava Xvédova     | Anne Keothavong Valéria Savinikh          | 6−0, 6−4            |